# Grambling, Louisiana
Grambling, Louisiana (енгл. Grambling) град је у америчкој савезној држави Луизијана.

## Демографија
По попису из 2010. године број становника је 4.949, што је 256 (5,5%) становника више него 2000. године.
| Група             | 2000.         | 2010.         |
| Белци             | 45 (1,0%)     | 41 (0,8%)     |
| Афроамериканци    | 4.557 (97,1%) | 4.815 (97,3%) |
| Азијати           | 7 (0,1%)      | 23 (0,5%)     |
| Хиспаноамериканци | 46 (1,0%)     | 53 (1,1%)     |
| Укупно            | 4.693         | 4.949         |